# Тенгінська
Тенгінська — станиця в Усть-Лабинському районі Краснодарського краю, утворює Тенгінське сільське поселення.
Станиця розташована на березі річки Лаба, за 23 км на схід від міста Усть-Лабинська, де розташована найближча залізнична станція.
Станиця отримала свою назву від Тенгінського полку, що стояв на цьому місці під час Кавказької війни. Перше згадування про заснування станиці є в наказі № 30 командира Лабинського полку. Станиця була заснована у 1843, у складі нової лабінської лінії.
Основна економіки станиці рослинництво і тваринництво.
До складу Тенгінського сільського поселення входить одна станиця Тенгінська.